# Lucia Vuolo
Lucia Vuolo (geb. 15. Februar 1963 in Pagani) ist eine italienische Politikerin (Forza Italia) und Mitglied des Europäischen Parlaments.

## Leben
Vuolo erhielt 1980 ein Diplom in Rechnungswesen und studierte anschließend Sozialarbeit an der privaten Hochschule Social College Ab Antiqua Universitate Picena in Fermo. Sie arbeitete erst in der Wirtschaft, später in der Kommunalverwaltung und in Parteien. Von 2009 bis 2014 war sie Sekretärin des Präsidenten der Provinz Salerno, und 2017 wurde sie Sekretärin des Bürgermeisters von Pompeji.

## Politik
1979 trat Vuolo dem postfaschistischen Movimento Sociale Italiano bei und wechselte später zur Nachfolgepartei Alleanza Nazionale. 2009 ging dieser im Popolo della Libertà auf. Bei dessen Spaltung 2013 schloss sich Vuolo den Fratelli d’Italia an. 2014 engagierte sich Vuolo in Noi con Salvini (später Lega per Salvini Premier), dem Ableger der Lega Nord für Süditalien. Bei der Europawahl 2019 kandidierte Vuolo erfolgreich für die Lega.
Im Europaparlament war sie Mitglied im Ausschuss für Verkehr und Tourismus sowie in der Delegation in der Parlamentarischen Versammlung der Union für den Mittelmeerraum. Anfang Juni 2021 verließ Vuolo die Lega und deren Fraktion Identität und Demokratie. Im September 2021 schloss sie sich der Forza Italia und der christdemokratischen EVP-Fraktion an.